# Winterscheid
Winterscheid là một đô thị ở huyện Bitburg-Prüm, trong bang Rheinland-Pfalz, phía tây nước Đức. Đô thị Winterscheid có diện tích 8,5 km², dân số thời điểm ngày 31 tháng 12 năm 2006 là 153 người.